# Station Parc des Expositions

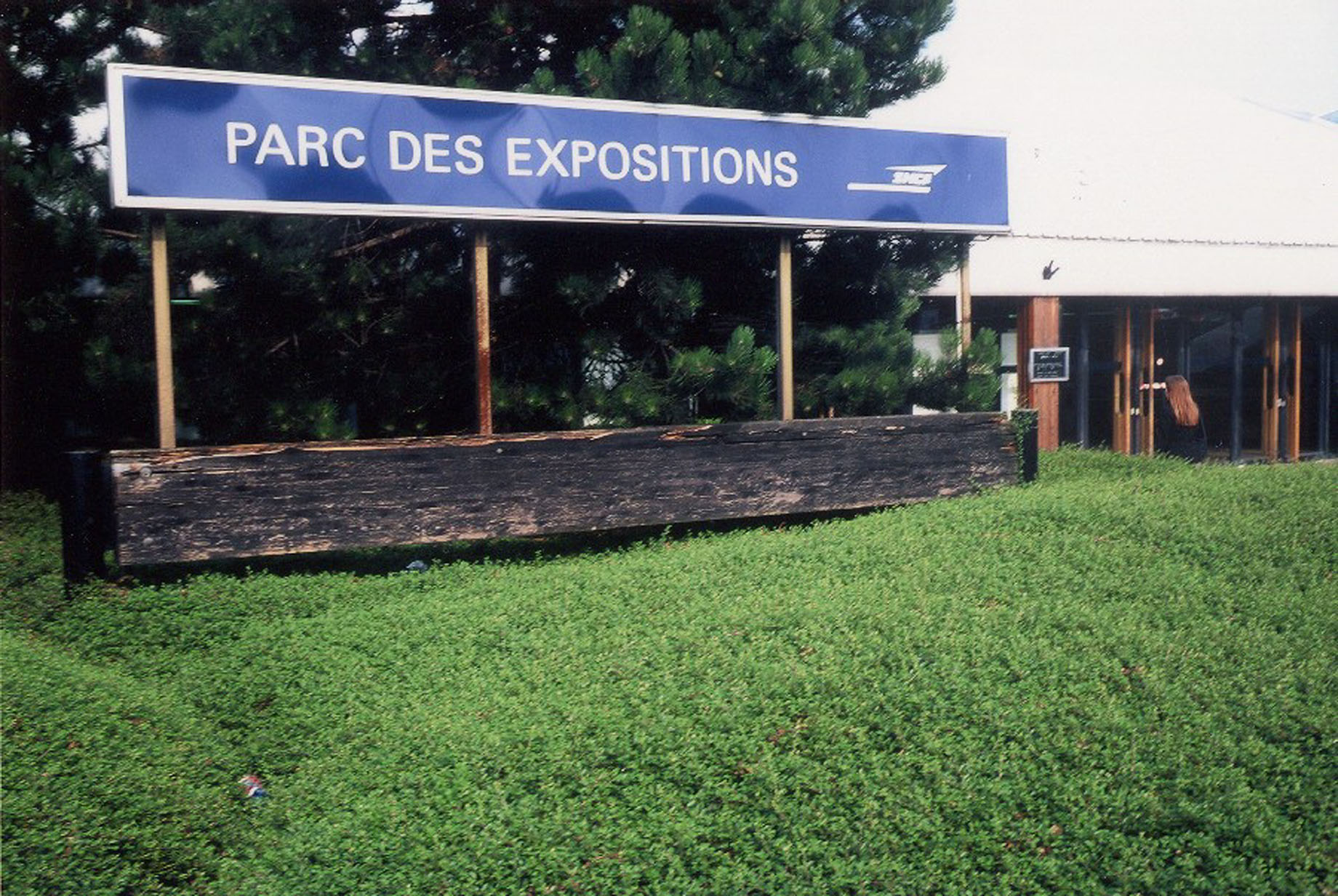
Stationsbord

Parc des Expositions is een station gelegen in de Franse gemeente Villepinte en het departement van Seine-Saint-Denis.

## Het station
Het station is onderdeel van het RER-netwerk (Lijn B) en ligt voor Passe Navigo gebruikers in zone 4. Parc des Expositions is eigendom van de Franse spoorwegmaatschappij SNCF.

## Overstapmogelijkheid
Er is een overstap mogelijk op verschillende buslijnen.
- RATP
  - vier buslijnen

- TransVO
  - één buslijn

- CIF
  - één buslijn

## Vorig en volgend station
| Richting                                | Vorig station | Lijn  | Volgend station              | Richting                            |
| --------------------------------------- | ------------- | ----- | ---------------------------- | ----------------------------------- |
| Robinson B2 Saint-Rémy-lès-Chevreuse B4 | Villepinte    | RER B | Aéroport Charles de Gaulle 1 | Aéroport Charles de Gaulle 2 TGV B3 |